# Apulians
Apulians è il secondo album hip hop della crew pugliese "Pooglia Tribe" pubblicato nel 2010.

## Tracce
1. Rieccoci
2. Mondo Malato
3. Dimmi come parli
4. 2 night
5. Hey tu
6. Quello che vuoi
7. Stand up!
8. Loschi – (Pupiddrhu & Alpha Alpha)
9. Booyaka
10. Sott sott!!
11. Indigeni – (Tizla)
12. Buste
13. Proiettili – (Entics)
14. Shock Monkey
15. Bbunè!

Bonus Track
1. Le città in rivolta – (Luciano)
2. Skit Video